# ГУСИМЗ
ГУСИМЗ (Главное управление советского имущества за границей) создано для распоряжения имуществом, приобретённым СССР на основе «оккупационного права» после Второй мировой войны в Германии и странах союзных с ней — Австрии, Венгрии, Финляндии и Румынии.
ГУСИМЗ имело отделения в Австрии — УСИА (Управление советским имуществом в Австрии), Германии и Румынии. До 25 апреля 1947 года ГУСИМЗ входило в Министерство внешней торговли, а с 1947 и по 1953 год было самостоятельным Главком при Совете министров СССР. В период правления Н. С. Хрущёва ГУСИМЗ было ликвидировано и дальнейшее экономическое взаимодействие проходило либо в рамках СЭВ либо на двусторонней основе.
В соответствии с Указом Президента Российской Федерации от 23 октября 2000 года N 1771 «О мерах по повышению эффективности использования федерального недвижимого имущества, расположенного за рубежом» только два государственных ведомства управляют собственностью России за рубежом: Управление делами Президента РФ и МИД России. Все прочие ведомства обязаны передать им свои зарубежные активы.

## История
Главное управление советским имуществом за рубежом было создано в 1946—1947 годах для осуществления экономического контроля в Восточной Германии и других странах Восточной Европы. Например только в Австрии находилось 45 «ведущих» предприятий ГУСИМЗ. ГУСИМЗ управлял также урановыми рудниками которые, естественно, было невозможно вывезти в СССР. ГУСИМЗ назначала своих генеральных директоров на подведомственные предприятия, как например в случае нефтяного акционерного общества «МАСОЛАЙ» в Венгрии.
ГУСИМЗ был создан также для управления трофейным имуществом, попавшим в распоряжение СССР после Второй мировой войны.
Фактически ГУСИМЗ направляло организованный вывоз имущества из стран Восточной Европы.

## Руководители ГУСИМЗ
- Меркулов, Всеволод Николаевич[11]
- Деканозов, Владимир Георгиевич[12]
- Кобулов, Богдан Захарович[13][14]
- Влодзимирский, Лев Емельянович — начальник Управления кадров и ревизионного отдела ГУСИМЗ в 1947—1953 годах[15]
- Иванов, Владимир Васильевич — начальник спецотдела ГУСИМЗ в период 11.1953—01.1954.[16]
- Дубоносов, Андрей Ильич

## Современное положение
В настоящее время недвижимое имущество Российской Федерации за рубежом имеет следующее происхождение:
- имущество, приобретенное царской Россией, РСФСР и СССР в довоенные годы;
- имущество, принадлежащее русской православной церкви;
- имущество, приобретенное министерствами и ведомствами бывшего СССР в послевоенные годы;
- имущество, приобретенное на основе «оккупационного права» после Второй мировой войны.[4]

В соответствии с Указом Президента Российской Федерации от 23 октября 2000 года N 1771 «О мерах по повышению эффективности использования федерального недвижимого имущества, расположенного за рубежом» только два государственных ведомства управляют собственностью России за рубежом: Управление делами Президента РФ и МИД России. Все прочие ведомства обязаны передать им свои зарубежные активы.